# Iuri Alcântara
Iuri Alcântara (Marajó, 4 agosto 1980) è un lottatore di arti marziali miste brasiliano, fratello di Ildemar Alcântara.
Dal 29 settembre 2014 è il numero 8 nel rank ufficiale dei pesi gallo della UFC.

## Carriera nelle arti marziali miste

### Prima anni
Alcantara prese il soprannome "Marajó" dal nome dell'isola dove nacque. Iuri cominciò ad allenarsi con lo "Stiker Team" che aveva come manager Wallid Ismail, ovvero il proprietario della Jungle Fight dove Iuri vinse il titolo.
Iuri debuttò nel marzo del 2004, vincendo successivamente due match nell'arco di 4 mesi. Successivamente vinse il torneo grand prix nel novembre del 2009, dove sconfisse due avversari in una sola notte.

### Jungle Fight
Alcantara entrò a far parte nella promozione Jungle Fight dove vinse il suo primo match contro Viscardi Andrade ottenendo così la sua prima vittoria per decisione. Subito dopo arrivò un'altra vittoria per sottomissione, in un incontro al di fuori della promozione.
Iuri ritornò all'evento Jungle Fight 21, dove ottenne un'altra vittoria per KO tecnico contro Armando Gomes. Successivamente entrò a far parte della categoria dei pesi leggeri, ed all'evento Jungle Fight 22 affrontò l'imbattuto Francisco Trinaldo. Quest'ultimo, all'epoca, era riconosciuto come uno dei migliori combattenti al mondo, infatti riuscì a sconfiggere il veterano Luiz Firmino. Nonostante le aspettative, Alcantara diede al suo avversario la sua prima sconfitta battendolo al secondo round per sottomissione.
Con l'ultima vittoria, Iuri si ritrovò in finale contro il peruviano Manuelo Morales. Dopo solo 16 secondi dall'inizio dell'incontro, Iuri riuscì a vincere per KO tecnico sferrando un potente calcio frontale sul corpo di Morales. Così Alcantara divenne il primo campione dei pesi leggeri della Jungle Fight.

### World Extreme Cagefighting
Il 3 novembre 2010, Alcantara firmo un contratto per cinque incontri con la promozione World Extreme Cagefighting, dove debutto all'evento WEC 53. Il suo avversario fu Ricardo Lamas, il quale venne sconfitto per KO al primo round.

### Ultimate Fighting Championship
Il 28 ottobre 2010, la WEC venne acquistata dalla UFC e la maggior parte dei lottatori passo alla nuova promozione.
Alcantara doveva debuttare nella categoria dei pesi piuma contro Mackens Semerzier, il 27 agosto 2011 all'evento UFC 134. Tuttavia, Semerzier si infortunò e venne rimpiazzato dal nuovo arrivato Antonio Carvalho; ma, successivamente, quest'ultimo subì un infortunio a venne anch'esso sostituito da Felipe Arantes. Iuri vinse l'incontro per decisione unanime.
Il 14 gennaio dell'anno successivo, si scontro con Michihiro Omigawa ad UFC 142. Iuri dominò l'intero match mettendo a segno svariati colpi e riuscendo quasi a sottometterlo con un armbar; infine vinse per decisione unanime.
A luglio affrontò Hacran Dias all'evento UFC 147, ma perse l'incontro per decisione. A gennaio del 2013 doveva affrontare George Roop nella categoria dei pesi gallo; tuttavia, il suo avversario si infortunò e venne rimpiazzato da Pedro Nobre. Dopo aver quasi chiuso il match per sottomissione al primo round, l'incontro venne sospeso per No Contest dopo che Alcatara colpì inavvertitamente Nobre alla nuca rendendolo impossibilitato nel continuare il match.
Il 18 maggio ad UFC on FX: Belfort vs. Rockhold doveva affrontare Marcos Vinicius, il quale successivamente si infortunò e venne sostituito da Iliarde Santos. Iuri vinse il match per KO tecnico al primo round.
Ad agosto si scontrò con Urijah Faber all'evento UFC Fight Night: Shogun vs. Sonnen. Nonostante avesse messo in difficoltà il suo avversario ai primi minuti del match, Iuri non riuscì a fermare i ripetuti takedown di Faber perdendo così l'incontro per decisione unanime.
Nel 2014 Alcantara vinse tre incontri di fila nella UFC, rispettivamente contro Wilson Reis, Vaughan Lee e Russel Doane.
Nel febbraio del 2015 subisce un clamoroso upset per mano di Frankie Saenz. Ad agosto sconfisse per decisione unanime 
Leandro Issa. Nel primo round dell'incontro Iuri venne sopraffatto dalle incredibile doti di grapping del suo avversario, mentre nelle due riprese seguenti dominò mettendo a segno vari colpi in piedi.
A gennaio del 2016 affrontò e venne sconfitto da Jimmie Rivera per decisione unanime. Nonostante la sconfitta venne premiato con il riconoscimento 'Fight of the Night'.
L'8 ottobre dovette affrontare l'inglese Brad Pickett all'evento UFC 204. Al secondo minuto dall'inizio dell'incontro, Alcantara andò a segno con una splendita gomitata a giro, che colpendo Pickett in piena tempia lo mandò al tappeto. Negli attimi successivi, Iuri tentò di chiudere il match con il ground and pound ma senza riuscirci; allora avanzò nella posizione montata e chiuse il suo avversario in uno strangolamento a triangolo utilizzando le gambe, da tale posizione tentò inizialmente di chiudere l'incontro con una chiave articolare al braccio ma, alla fine, trovò la vittoria con uno strangolamento a triangolo. Con questa vittoria ottenne il premio Performance of the Night.

## Titoli e riconoscimenti
- Jungle Fight
  - Jungle Fight Lightweight Championship (una volta)

## Risultati nelle arti marziali miste
| Risultato  | Record    | Avversario              | Metodo                                     | Evento                                  | Data              | Round | Tempo | Luogo                          | Note                                          |
| ---------- | --------- | ----------------------- | ------------------------------------------ | --------------------------------------- | ----------------- | ----- | ----- | ------------------------------ | --------------------------------------------- |
| Sconfitta  | 36-10 (1) | Cory Sandhagen          | KO tecnico (pugni)                         | UFC Fight Night: Gaethje vs. Vick       | 25 Agosto 2018    | 2     | 1:01  | Nebraska,, Stati Uniti         | Fight of the Night                            |
| Vittoria   | 36-9 (1)  | Joe Soto                | KO tecnico (calci e pugni)                 | UFC Fight Night: Machida vs. Anders     | 3 Febbraio 2018   | 1     | 1:06  | Belèm, Brasile                 | Performance of the Night                      |
| Sconfitta  | 35-9 (1)  | Alejandro Pérez         | Decisione (unanime)                        | UFC Fight Night: Swanson vs. Ortega     | 9 Dicembre 2017   | 3     | 5:00  | California, Stati Uniti        |                                               |
| Sconfitta  | 35-8 (1)  | Brian Kelleher          | Sottomissione (ghigliottina)               | UFC 212: Aldo vs. Holloway              | 3 Giugno 2017     | 1     | 1:48  | Rio de Janeiro, Brazil         |                                               |
| Vittoria   | 35-7 (1)  | Luke Sanders            | Sottomissione (kneebar)                    | UFC 209: Woodley vs. Thompson 2         | 4 Marzo 2017      | 2     | 3:13  | Las Vegas, Nevada, Stati Uniti | Performance of the Night                      |
| Vittoria   | 34-7 (1)  | Brad Pickett            | Sottomissione (strangolamento a triangolo) | UFC 204: Bisping vs. Henderson 2        | 8 ottobre 2016    | 1     | 1:56  | Manchester, Inghilterra        | Performance of the Night                      |
| Sconfitta  | 33-7 (1)  | Jimmie Rivera           | Decisione (unanime)                        | UFC on Fox: Johnson vs. Bader           | 30 gennaio 2016   | 3     | 5:00  | Newark, Stati Uniti            | Fight of the Night                            |
| Vittoria   | 33-6 (1)  | Leandro Issa            | Decisione (unanime)                        | UFC 190: Rousey vs. Correia             | 1 agosto 2015     | 3     | 5:00  | San Paolo, Brasile             |                                               |
| Sconfitta  | 32-6 (1)  | Frankie Saenz           | Decisione (unanime)                        | UFC Fight Night: Bigfoot vs. Mir        | 22 febbraio 2015  | 3     | 5:00  | Porto Alegre, Brasile          |                                               |
| Vittoria   | 32-5 (1)  | Russel Doane            | Decisione (unanime)                        | UFC Fight Night: Silva vs. Arlovski     | 13 settembre 2014 | 3     | 5:00  | Brasilia, Brasile              |                                               |
| Vittoria   | 31-5 (1)  | Vaughan Lee             | KO (pugni)                                 | UFC Fight Night: Munoz vs. Mousasi      | 31 maggio 2014    | 1     | 0:25  | Berlino, Germania              |                                               |
| Vittoria   | 30-5 (1)  | Wilson Reis             | Decisione (non unanime)                    | UFC Fight Night: Machida vs. Mousasi    | 15 febbraio 2014  | 3     | 5:00  | Jaraguá do Sul, Brasile        |                                               |
| Sconfitta  | 29-5 (1)  | Urijah Faber            | Decisione (unanime)                        | UFC Fight Night: Shogun vs. Sonnen      | 17 agosto 2013    | 3     | 5:00  | Boston, Stati Uniti            |                                               |
| Vittoria   | 29-4 (1)  | Iliarde Santos          | KO Tecnico (pugni)                         | UFC on FX: Belfort vs. Rockhold         | 18 maggio 2013    | 1     | 2:31  | Jaraguá do Sul, Brasile        |                                               |
| No Contest | 28-4 (1)  | Pedro Nobre             | No Contest (pugni sul retro della testa)   | UFC on FX: Belfort vs. Bisping          | 19 gennaio 2013   | 1     | 2:11  | San Paolo, Brasile             | Passa ai Pesi Gallo                           |
| Sconfitta  | 28-4      | Hacran Dias             | Decisione (unanime)                        | UFC 147: Silva vs. Franklin II          | 23 giugno 2012    | 3     | 5:00  | Belo Horizonte, Brasile        |                                               |
| Vittoria   | 28-3      | Michihiro Omigawa       | Decisione (unanime)                        | UFC 142: Aldo vs. Mendes                | 14 gennaio 2012   | 3     | 5:00  | Rio de Janeiro, Brasile        |                                               |
| Vittoria   | 27-3      | Felipe Arantes          | Decisione (unanime)                        | UFC 134: Silva vs. Okami                | 27 agosto 2011    | 3     | 5:00  | Rio de Janeiro, Brasile        | Debutto in UFC, Pesi Piuma                    |
| Vittoria   | 26-3      | Ricardo Lamas           | KO (pugni)                                 | WEC 53: Henderson vs. Pettis            | 16 dicembre 2010  | 1     | 3:26  | Glendale, Stati Uniti          |                                               |
| Vittoria   | 25-3      | Manuelo Morales         | KO Tecnico (calcio al corpo)               | Jungle Fight 22                         | 18 settembre 2010 | 1     | 0:16  | San Paolo, Brasile             | Vince il titolo dei Pesi Leggeri Jungle Fight |
| Vittoria   | 24-3      | Francisco Trinaldo      | Sottomissione (armbar)                     | Jungle Fight 22                         | 18 settembre 2010 | 2     | N/A   | San Paolo, Brasile             |                                               |
| Vittoria   | 23-3      | Francisco Mario         | Sottomissione (kimura)                     | Amazon Fight 4                          | 13 agosto 2010    | 3     | 0:28  | Belém, Brasile                 |                                               |
| Vittoria   | 22-3      | Armando Gomes           | KO Tecnico (pugni)                         | Jungle Fight 21                         | 31 luglio 2010    | 1     | N/A   | Natal, Brasile                 |                                               |
| Vittoria   | 21-3      | Joao Paulo Rodrigues    | Sottomissione (armbar)                     | Iron Man Championship 6                 | 10 giugno 2010    | 1     | 2:11  | Belém, Brasile                 |                                               |
| Vittoria   | 20-3      | Viscardi Andrade        | Decisione (non unanime)                    | Jungle Fight 19 - Warriors              | 17 aprile 2010    | 3     | 5:00  | San Paolo, Brasile             | Incontro di pesi welter                       |
| Vittoria   | 19-3      | Jackson Pontes          | Sottomissione (triangle armbar)            | Iron Man Championship 5                 | 11 marzo 2010     | 1     | 0:42  | Belém, Brasile                 |                                               |
| Vittoria   | 18-3      | Marinho Rocha           | Sottomissione (triangle choke)             | Iron Man Championship 4                 | 20 novembre 2009  | 1     | 3:40  | Belém, Brasile                 |                                               |
| Vittoria   | 17-3      | Jamil Silveira          | Sottomissione (triangle choke)             | Leal Combat - Grand Prix                | 5 novembre 2009   | 1     | 0:45  | Natal, Brasile                 | Vince il Leal Combat Lightweight Grand Prix   |
| Vittoria   | 16-3      | Francisco Silva         | KO Tecnico (infortunio al ginocchio)       | Leal Combat - Grand Prix                | 5 novembre 2009   | 1     | 2:42  | Natal, Brasile                 |                                               |
| Sconfitta  | 15-3      | Mauricio Reis           | Sottomissione (kneebar)                    | Minotauro Combat 1                      | 3 ottobre 2009    | 1     | 0:49  | Macapá, Brasile                |                                               |
| Vittoria   | 15-2      | Alexandre Alcântara     | KO Tecnico (pugni)                         | Belem Open Fight 2                      | 17 settembre 2009 | 1     | 0:52  | Macapá, Brasile                |                                               |
| Vittoria   | 14-2      | Rafael Carvalho         | KO Tecnico (pugni)                         | Iron Man Championship 3                 | 10 settembre 2009 | 1     | N/A   | Belém, Brasile                 |                                               |
| Vittoria   | 13-2      | Jimmy Nascimento        | KO Tecnico (pugni)                         | IMVT - Champions                        | 19 aprile 2009    | 1     | 2:40  | Belém, Brasile                 |                                               |
| Vittoria   | 12-2      | Carlos Aldenis          | KO Tecnico (pugni)                         | TVT - Tribus de Vale Tudo               | 11 aprile 2009    | 2     | 3:22  | Santarém, Brasile              |                                               |
| Vittoria   | 11-2      | Jimmy Nascimento        | KO Tecnico (pugni)                         | Iron Man Championship 2                 | 19 marzo 2009     | 1     | 1:30  | Belém, Brasile                 |                                               |
| Vittoria   | 10-2      | Furdjel de Windt        | Decisione (unanime)                        | Cage Fight Event - Rumble in the Jungle | 21 dicembre 2008  | 3     | 5:00  | Paramaribo, Suriname           |                                               |
| Sconfitta  | 9-2       | Henrique Mello          | Decisione (unanime)                        | Fury FC - Fury Trials                   | 31 maggio 2008    | 2     | 5:00  | Rio de Janeiro, Brasile        |                                               |
| Vittoria   | 9-1       | Elielson Almeida        | Sottomissione                              | MF - Midway vs. Dinamite                | 15 maggio 2008    | 1     | N/A   | Belém, Brasile                 |                                               |
| Vittoria   | 8-1       | Ronie Ronie             | Sottomissione (rear-naked choke)           | DFC 2 - The Lightweights                | 19 marzo 2008     | 1     | N/A   | Santarém, Brasile              |                                               |
| Sconfitta  | 7-1       | Andre Luis Oliveira     | KO Tecnico (infortunio alla gamba)         | Predador FC 4 - Kamae                   | 25 gennaio 2007   | 1     | N/A   | Brasile                        |                                               |
| Vittoria   | 7-0       | Rerison Araujo          | Sottomissione (armbar)                     | MF - Midway Fight                       | 29 giugno 2006    | 2     | N/A   | Belém, Brasile                 |                                               |
| Vittoria   | 6-0       | Ivanildo Santos         | Sottomissione (armbar)                     | EcoFight 2                              | 6 maggio 2006     | 1     | 0:47  | Macapá, Brasile                |                                               |
| Vittoria   | 5-0       | Michel Addario Bastos   | KO Tecnico (pugni)                         | EcoFight 2                              | 6 maggio 2006     | 2     | 2:40  | Macapá, Brasile                |                                               |
| Vittoria   | 4-0       | Rafael Bastos           | KO (pugni)                                 | Mega Combat Vale Tudo                   | 1 ottobre 2005    | 3     | 3:20  | Belém, Brasile                 |                                               |
| Vittoria   | 3-0       | Renenson Costa da Silva | Sottomissione (armbar)                     | Iron Man Vale Tudo 7                    | 11 giugno 2005    | 1     | 0:11  | Macapá, Brasile                |                                               |
| Vittoria   | 2-0       | Ari Mao de Pedra        | Sottomissione (armbar)                     | Desafio de Gigantes 2                   | 13 marzo 2004     | 1     | 2:11  | Macapá, Brasile                |                                               |
| Vittoria   | 1-0       | Erlon Gabriel           | KO (pugni)                                 | SVT: Super Vale Tudo Ananindeua         | 12 settembre 2003 | 1     | 3:17  | Ananindeua, Brasile            |                                               |